# Поезія 1847–1850 років (Більша книжка)

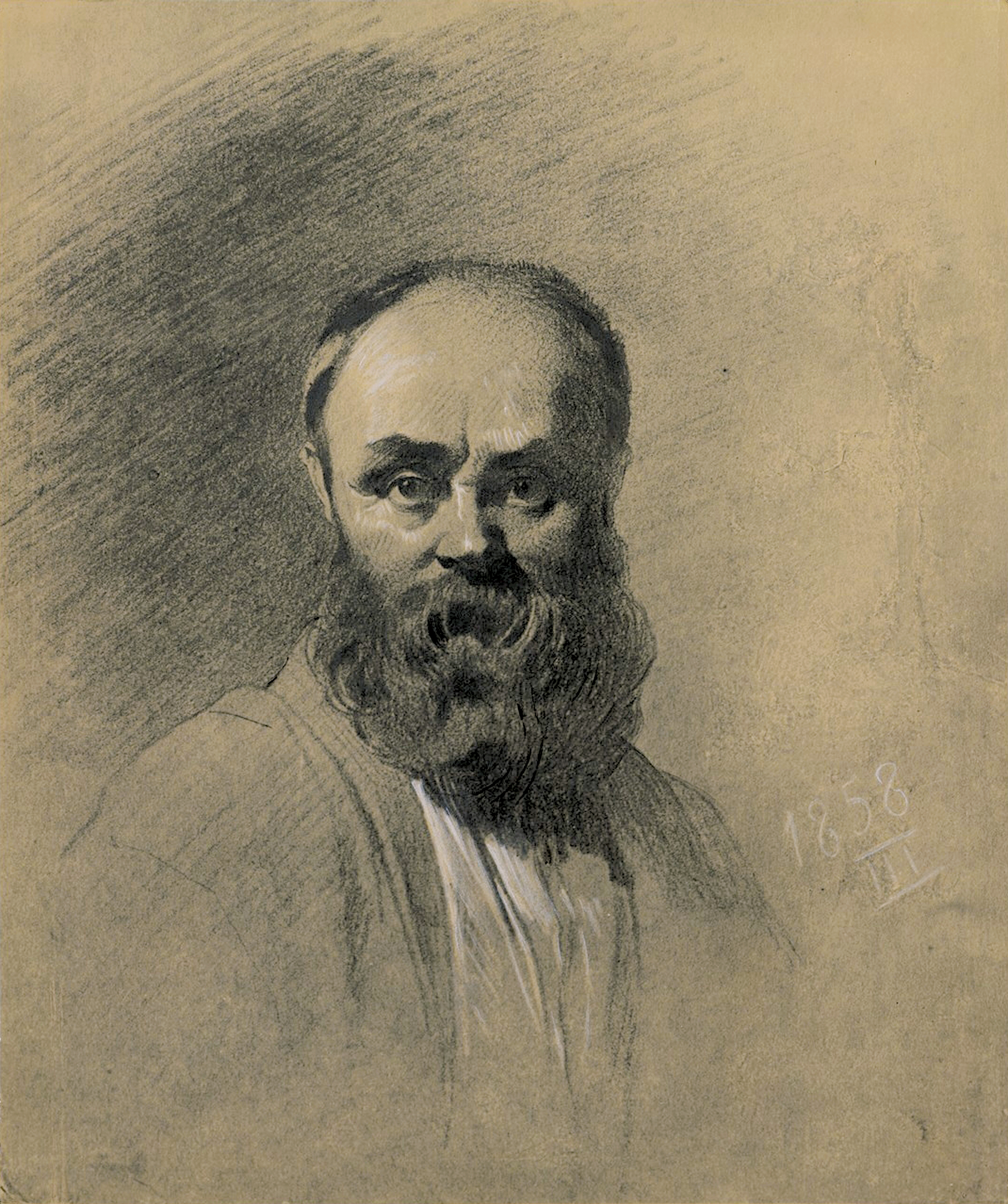
Тарас Шевченко. Автопортрет (1858)

Поезія 1847—1850 років — перша частина рукописної книги Тараса Шевченка, відомої як «Поезія Шевченка» (назва на оправі), або «Більша книжка» (назва літературознавців). Створена поетом 1858 року у Нижньому Новгороді, вона містить 79 поезій, написаних ним у роки заслання. Поезія 1857—1861 років, створена Шевченком після заслання, становить другу частину рукописної книги.

## Історія
Працю над складанням нової рукописної книги, «Більшої книжки» («Поезія»), створеної із віршів, написаними у перші чотири роки солдатського заслання (1847—1850), що до цього потрапили в «Малу книжку» (або «Оренбурзька книжка»), Тарас Шевченко розпочав ще у Новопетровському укріпленні, куди його перевели з Оренбурга у 1850 році. При цьому, між 1851—1856 роками, через суворий нагляд у Новопетровському укріпленні, ним не було написано жодної поезії. Про процес роботи над складанням, Шевченко описав у листі від 5 червня 1857 року до Якова Кухаренка, він писав:
| Ліві лапки | Батьку отамане кошовий! і друже мій єдиний! … вставши раненько, помолився Богу, закачав рукава та й заходився коло оції «Москалевої криниці». Бог поміг, то сяк, то так кончив. Мені і полегшало трохи. Не знаю тілько, чи подобається вона тобі, мій друже єдиний. Якщо подобається, то дай доброму писареві переписать і «Криницю», і «Ченця», і «Вечір». Та пошли старому Щепкіну. Нехай на старість читає та не забуває безталанного кобзаря Тараса Дармограя. Я умисне приписав «Ченця» і «Вечір», щоб порівняв його з «Криницею», бо «Криниця», бач, сьоголітня, а «Чернець» і «Вечір» (Садок вишневий коло хати…) Бог зна колишні. Чи помолодшав я через 10 літ в неволі, чи постарішав серцем, скажи мені, мій брате рідний. | Праві лапки |

У липні 1857 року Шевченко отримав звістку про звільнення від заслання, що тривало 10 років. У серпні він вирушив із Новопетровського укріплення у подорож до Петербурга, яка тривала 238 днів. Проїздом через Нижній Новгород поету оголосили про заборону в'їзду до Петербурга, через що він був вимушений зупинитись у цьому місті на довший час (з 20 вересня 1857-го по 8 березня 1858 року). Продовжуючи працю над складанням книги, 21 лютого 1858 року Шевченко занотовував у «Щоденнику»:
| Ліві лапки | Почав переписувати свою поезію для друку, написану від 1847 року по 1858 рік. Не знаю чи багато вибереться з цієї полови доброго зерна. | Праві лапки |

Тоді ж з'явилася назва книги — «Поезія» (оренбурзький рукопис 1850 року загальної назви не має — він являв собою зібрання чотирьох книг за відповідні роки). Потім додатково у книгу поезій були включені поеми «Москалева криниця» та «Неофіти», написані 1857 року.
Завершив створення книги поет у Москві 18 березня 1858 року. Протягом складання збірки Шевченко суттєво переробив ряд поезій й на останньому етапі цього процесу ще раз по-новому впорядкував збірку. Після «Княжни» він вмістив поему «Відьма», балади «Лілея» та «Русалка», які 1847 року він мріяв видати у «Другому Кобзарі». Остаточно скомпонував і створив назву для циклу поезій «В казематі», переписавши його наприкінці збірки за 1847 рік. «Криницю» і «Неофітів» Шевченко записав у розділі «1857» з посвятами Я. Г. Кухаренкові та М. С. Щепкіну, розмістивши попереду «скорботну елегію-підсумок» своєї творчості на засланні:
| Ліві лапки | В неволі, в самоті немає, Нема з ким серце поєднать… | Праві лапки |

Після повернення Шевченка у Петербург, у дозволі на проживання йому в столиці від 4 лютого 1858 року начальник ІІІ відділу та шеф жандармів В. А. Долгоруков замінив колишній військовий найсуворіший нагляд, «щоб під жодним виглядом від нього не могли виходити підбурливі і пасквільні твори», на суворий поліцейський нагляд і належний нагляд керівництва Академії мистецтв, «аби він не навертав на зло свого таланту». Також Шевченку було скасовано заборону малювати, але не заборону писати. Видання його творів й надалі було обмежено цензурою.

### Підсумок
«Більша книжка» була задумана як підготовчий рукопис для друку. Однак звільнення Шевченка із солдатського заслання не означало дозволу друкувати його твори, про що він писав у віршах:
| Ліві лапки | В степу безлюднім, в чужині, В далекій неволі, Ти в кайданах пишалася, Як квіточка в полі. | Праві лапки |

У більшості новочасних видань 79 поезій періоду «солдатського небуття» Шевченка друкують за «Більшою книжкою», однак не дотримуючись порядку, визначеного поетом. Не переписані до «Більшої книжки» твори друкують за «Оренбурзькою» рукописною книгою (42 поезії). Один вірш цього періоду творчості — «Дурні та гордії ми люди…» — за чорновим автографом в альбомі Аральських малюнків і начерків Шевченка.

## Опис рукопису
Загалом Шевченком було створено дві рукописні «Більші книжки» з поезіями 1847—1850 і 1857—1861 років. Надалі об'єднані поетом обидві книги в одне ціле, загалом складалися з семи щорічних збірок поезій за 1847—1861 роки, зі включенням окремого циклу «В казематі». Кожен зошит мав заголовок за датою поезії: «Поезія 1847 р.», «…1848 р.», «…1849 р.», «…1850 р.», «…1857 р.» тощо. Свої книги Шевченко називав «книжечками», про що він писав у поезії: «І четвертий рік минає… І четверту начинаю Книжечку в неволі…» Кожна збірка виділена титульною сторінкою з позначенням на ній року. Титульної сторінки до поезії 1859 року немає — аркуш було втрачено ще до наскрізної нумерації сторінок. До останньої титульної сторінки, з датою «1861», Шевченко не встиг вписати жодної поезії за цей рік (за 1861 рік відома лише одна поезія: «Чи не покинуть нам, небого…»). Перед титульною сторінкою «1857» міститься 10 чистих сторінок (179—187). Останні сторінки (330—466) — теж чисті.
Тексти поеми «Марія» та дев'яти віршів написано рукою І. М. Лазаревського з поправками Шевченка. Окрім цього, тексти трьох поезій написані невідомою рукою з поправками Шевченка. На останній сторінці поеми «Марія» (279) — 9 рядків: «Тебе в порфіру і вінчали… В душі скорбящей і убогій» викреслені вздовж чотирма лініями синім (цензорським) олівцем, а потім навхрест чорнилом.
Книга складається з 14 зошитів по 12 аркушів кожний, блакитного паперу (верже) поштового формату. Разом 235 аркушів мають формат 13,2 × 20,3 см. Оправа книги зроблена з коричневого сап'яну з тисненням. На верхній кришці оправи посередині тиснено золотом назва: «Поэзія Шевченка». Книга вкладається в картонний футляр, обклеєний таким же сап'яном, як і оправа. Зошити 2–10 мають порядкову авторську нумерацію. Пагінація сторінок 1–66 рукою — зроблена Шевченком, а сторінок 67–328 — невідомою рукою.

## Зміст
Перша «Більша книжка» Шевченка складається з 79 поезій, остаточно переписаних Шевченком до неї 1858 року.
| Назва                               | Сторінка | Дата       | Зошит | Примітка            | №  |
| ----------------------------------- | -------- | ---------- | ----- | ------------------- | -- |
| Поезія Тараса Шевченка 1847 г.      | —        | —          | —     | Титульна сторінка   | 1  |
| Думи мої... Ви мої єдині...         | 1        | ?          | —     | Заспів              | 1  |
| Княжна                              | 3        | 1858.02.24 | —     | Шмуцтитул           | 2  |
| Відьма                              | 19       | 1858.03.06 | 2     | Другий Кобзар       | 3  |
| Лілея                               | 37       | 1858.03.06 | 2     | —                   | 4  |
| Русалка                             | 40       | 1858.03.06 | 2     | —                   | 5  |
| Хустина                             | 42       | 1858.03.08 | 2     | Була собі Катерина… | 6  |
| Іржавець                            | 45       | 1858.03.14 | 3     | —                   | 7  |
| Ще як були ми козаками…             | 48       | 1858.03.14 | 3     | Полякам             | 8  |
| Чернець                             | 49       | ?          | 3     | —                   | 9  |
| Один у другого питаєм...            | 53       | ?          | 3     | —                   | 10 |
| Самому чудно. А де ж дітись?..      | 54       | ?          | 3     | —                   | 11 |
| Ой стрічечка до стрічечки...        | 55       | ?          | 3     | —                   | 12 |
| А. О. Козачковському                | 56       | 1858.03.16 | 3     | —                   | 13 |
| В Казематі                          | 61       | 1858.03.18 | 3     | Шмуцтитул           | 14 |
| Згадайте, братія моя... N.N.        | 63       | 1858.03.18 | 3     | —                   | 14 |
| Ой одна я, одна...                  | 65       | 1858.03.18 | 3     | —                   | 15 |
| За байраком байрак… II              | 66       | 1858.03.18 | 3     | —                   | 16 |
| Мені однаково, чи буду… III         | 68       | 1858.03.18 | 3     | —                   | 17 |
| Не кидай матері, казали... IV       | 69       | 1858.03.18 | 4     | —                   | 18 |
| Чого ти ходиш на могилу?.. V        | 71       | 1858.03.18 | 4     | —                   | 19 |
| Ой три шляхи широкії... VI          | 73       | 1858.03.18 | 4     | —                   | 20 |
| Н. Костомарову                      | 75       | 1858.03.18 | 4     | Веселе сонечко…     | 21 |
| Садок вишневий коло хати… VIII      | 76       | 1858.03.18 | 4     | —                   | 22 |
| Рано-вранці новобранці... IX        | 77       | 1858.03.18 | 4     | —                   | 23 |
| В неволі тяжко, хоча й волі… X      | 79       | 1858.03.18 | 4     | —                   | 24 |
| Косар XI                            | 80       | 1858.03.18 | 4     | —                   | 25 |
| Чи ми ще зійдемося знову?.. XII     | 81       | 1858.03.18 | 4     | Москва              | 26 |
| —                                   | 82       | —          | 4     | 82 чиста стор.      | —  |
| 1848                                | 83       | ?          | 4     | Шмуцтитул           | 27 |
| А нумо знову віршовать...           | 85       | ?          | 4     | Заспів              | 27 |
| Тиняючи на чужині…                  | 87       | ?          | 4     | Варнак              | 28 |
| Ой гляну я, подивлюся…              | 93       | ?          | 5     | —                   | 29 |
| Та не дай, Господи, нікому...       | 94       | ?          | 5     | —                   | 30 |
| Старенька сестро Аполона…           | 95       | ?          | 5     | Царі                | 31 |
| Не видно нікого в Ієрусалимі… І.    | 96       | ?          | 5     | —                   | 31 |
| Давид, святий пропрок і цар… ІІ.    | 98       | ?          | 5     | —                   | 31 |
| І поживе Давид на світі… ІІІ.       | 100      | ?          | 5     | —                   | 31 |
| По двору тихо похожає… IV.          | 101      | ?          | 5     | —                   | 31 |
| Бодай кати їх постинали… V.         | 103      | ?          | 5     | —                   | 31 |
| На батька бісового я трачу...       | 104      | ?          | 5     | —                   | 32 |
| І досі сниться: під горою...        | 105      | ?          | 5     | —                   | 33 |
| Огні горять, музика грає...         | 106      | ?          | 5     | —                   | 34 |
| І станом гнучим і красою...         | 106      | ?          | 5     | —                   | 35 |
| І золотої й дорогої...              | 109      | ?          | 5     | —                   | 36 |
| Ми вкупочці колись росли...         | 110      | ?          | 5     | —                   | 37 |
| Ми восени таки похожі...            | 112      | ?          | 5     | —                   | 38 |
| —                                   | 114      | —          | 5     | 114-116 чисті стор. | —  |
| 1849                                | 117      | ?          | 6     | Шмуцтитул           | 39 |
| Неначе степом чумаки...             | 119      | ?          | 6     | Заспів              | 39 |
| За сонцем хмаронька іде...          | 120      | ?          | 6     |                     | 40 |
| Не додому вночі йдучи... N.N.       | 121      | ?          | 6     | —                   | 41 |
| Як маю я журитися...                | 123      | ?          | 6     |                     | 42 |
| Нащо мені женитися?..               | 124      | ?          | 6     | —                   | 43 |
| Ой крикнули сірії гуси…             | 125      | ?          | 6     | —                   | 44 |
| Якби тобі довелося...               | 126      | ?          | 6     | —                   | 45 |
| Зацвіла в долині…                   | 130      | ?          | 6     | —                   | 46 |
| У нашім раї на землі…               | 131      | ?          | 6     | —                   | 47 |
| На Великдень на соломі…             | 134      | ?          | 6     | —                   | 48 |
| Мов за подушне, оступили...         | 135      | ?          | 6     | —                   | 49 |
| Не жаль на злого, кругом його… П.С. | 136      | ?          | 6     | —                   | 50 |
| Немає гірше, як в неволі… Г.З.      | 137      | ?          | 6     |                     | 51 |
| Якби зострілися ми знову…           | 139      | ?          | 6     | —                   | 52 |
| Неначе праведних дітей…             | 140      | ?          | 6     | Пророк              | 53 |
| І небо невмите, і заспані хвилі...  | 141      | ?          | 7     | —                   | 54 |
| Не для людей, тієї слави...         | 142      | ?          | 7     | —                   | 55 |
| Коло гаю, в чистім полі...          | 143      | ?          | 7     | —                   | 56 |
| Якби мені черевики...               | 145      | ?          | 7     | —                   | 57 |
| І багата я...                       | 146      | ?          | 7     | —                   | 58 |
| Полюбилася я...                     | 147      | ?          | 7     | —                   | 59 |
| Породила мене мати...               | 148      | ?          | 7     | —                   | 60 |
| По улиці вітер віє...               | 149      | ?          | 7     | —                   | 61 |
| Закувала зозуленька...              | 150      | ?          | 7     | —                   | 63 |
| Ой сяду я під хатою...              | 151      | ?          | 7     | —                   | 62 |
| Із-за гаю сонце сходить...          | 152      | ?          | 7     | —                   | 64 |
| Ой люлі, люлі, моя дитино...        | 153      | ?          | 7     | —                   | 65 |
| Туман, туман долиною...             | 154      | ?          | 7     | —                   | 66 |
| І широкую долину...                 | 155      | ?          | 7     | —                   | 67 |
| Навгороді коло броду...             | 156      | ?          | 7     | —                   | 68 |
| Якби мені, мамо, намисто...         | 157      | ?          | 7     | —                   | 69 |
| Утоптала стежечку...                | 158      | ?          | 7     | —                   | 70 |
| Не вернувся із походу...            | 159      | ?          | 7     | —                   | 71 |
| Ой умер старий батько...            | 160      | ?          | 7     | —                   | 72 |
| Швачка                              | 161      | ?          | 7     | Швачка              | 73 |
| Ой чого ти почорніло...             | 163      | ?          | 7     | —                   | 74 |
| —                                   | 164      | —          | 7     | 164 чиста стор.     | —  |
| 1850                                | 165      | ?          | 8     | Шмуцтитул           | 75 |
| Лічу в неволі дні і ночі...         | 167      | ?          | 8     | Заспів              | 75 |
| Не молилася за мене...              | 169      | ?          | 8     | —                   | 76 |
| Петрусь                             | 171      | ?          | 8     | —                   | 77 |
| —                                   | 179      | —          | 8     | 179-188 чисті стор. | —  |
| 1857                                | 189      | ?          | 9     | Шмуцтитул           | 75 |
| В неволі, в самоті немає...         | 191      | ?          | 9     | Заспів              | 78 |
| Москалева криниця                   | 192      | 1857.05.16 | 9     | стор. 192—204       | 79 |
| Неофіти                             | 205      | 1857.12.08 | 9-10  | Нижній Новгород     | 80 |

- Примітка: у таблиці показано першу частину «Більшої книжки», яка загалом містить поезії 1847—1861 років.

## Видання
У 1963 році вийшло фототипічне, а 1989-го — факсимільне, видання, які точно відтворюють рукописну книгу Шевченка (без 67 чистих аркушів). Також факсимільні видання вийшли у 2013—2014 роках, які містять додатки та ілюстрації.